# Fjernsyn
 For alternative betydninger, se Fjernsyn (flertydig). (Se også artikler, som begynder med Fjernsyn)
 "Television" omdirigeres hertil. For bandet, se Television (band).
 "TV" omdirigeres hertil. For andre betydninger af TV, se TV (flertydig).
Fjernsyn (tv eller TV, der står for television) er et apparat til brug for modtagelse og fremvisning af bevægelige billeder. Ordet er sammensat af det græske ord tele (der betyder fjern) og det latinske ord vision (der betyder syn).
Fjernsynet er et kasseformet apparat, der kan modtage tv-signaler og lave dem om til bevægelige billeder på en skærm med tilhørende lyd i højtalere. Egentlig så svarer lyddelen i et fjernsyn til en radio, men det der adskiller de to ting, er kamera – og billedrøret. Når kamerarøret optager billedet, bliver det opbygget på en gennemsigtig og lysfølsom katode. Her bliver det aflæst af elektroner, der bliver skudt ud fra en elektronkanon. Resultatet overføres til senderen, hvorfra det sendes af sted til modtagerne. Signalerne kan blandt andet opfanges af en antenne, en parabolantenne (hvis der er tale om satellit tv), og i byområderne fra kabler. Når billedrøret endelig modtager billederne, bliver der skudt elektroner ind på indersiden af billedrørets gennemsigtige front. Billederne opbygges som prikker på vandrette streger, men det sker så hurtigt – 50 gange i sekundet og for de nyere fjernsyn 100 gange i sekundet – at vi ikke kan opfatte det. Det eneste vi ser, er billeder der bevæger sig.
Ud over at der er forskelle ved en sort-hvid udsendelse, er der også forskelle ved farve-tv landene imellem.

## Television
Television (tv); fjernsyn – er et system til overførsel af billedsekvenser (video) samt lyd trådløst (via tv-sendemaster), via kabel-tv, satellit-tv (via satellit / parabol) og IPTV (via internettet). Rent teknisk er der talrige måder man kan "arrangere" billed- og lydinformation i det signal der transmitteres, blot skal sender og modtager være indrettet efter samme tv-system.
- Digital fjernsyn: Der findes flere hovedsystemer:
  - DVB – bl.a. meste af Europa inkl. Danmark.
  - ATSC – meste af Nordamerika og Latinamerika; USA.
  - ISDB – bl.a. Brasilien
  - DMB – bl.a. Kina
- Analog fjernsyn: I dag benyttes tre forskellige farve tv-standarder i forskellige egne af verden:
  - PAL (forkortelse for Phase Alternating Line) bruges Algeriet, Brasilien, Europa (undtagen Frankrig) og Kina. I Danmark bruges normerne PAL-B og PAL-G til kabel-tv. Analogt antenne-tv blev i Danmark lukket 1. november 2009.
  - NTSC (forkortelse for National Television Systems Committee) bruges i Amerika (undtagen Brasilien), Japan, Korea og Taiwan.
  - SECAM (forkortelse for Sequential Couleur à Mémoire) bruges i Frankrig og i mange østeuropæiske lande.

## Fjernsynets opfindelse
I 1872 opdagede den engelsk telegrafarbejder Joseph May, mens han undersøgte hvilke materialer, der skulle bruges til det transatlantiske kabel, at en selenmodstand ændrede ledningsevne. Han opdagede senere, at ændringen opstod, når sollyset ramte ledningen. Vigtigheden af denne opdagelse der viste, at det var muligt at omdanne lys til et elektrisk signal, var dog endnu ikke gået op for ham. Det var den tyske ingeniør Paul Nipkow, som opfandt Nipkow-skiven, hvor billeder bliver aflæst gennem en spiral af huller. Denne idé blev senere hen, brugt af John Logie Baird fra Storbritannien og af Charles Francis Jenkins fra USA til at bygge verdens første succesfulde fjernsyn. Hvem af dem, der opfandt fjernsynet først, kommer an på definition. I 1922 sendte Charles Jenkins nemlig et stillbillede via radiobølger, mens man takket være John Baird i 1925 kunne se levende billeder af et menneske i fjernsynet.
Men Charles Jenkins og Logie Bairds anstrengelser blev ikke mødt med respekt. Faktisk blev de begge mødt med latterliggørelse og ligegyldighed. En artikel fra den britiske avis British journal Nature skrev, at fjernsynet var muligt at lave, men at det var spild af tid, fordi man ikke kunne tjene penge på det. Men alligevel fortsatte deres arbejde, og allerede i 1928 var der regelmæssige tv-udsendelser. Ikke mange år efter startede det første fjernsyns-boom, og tusindvis af seere havde nu investeret i et fjernsyn eller bygget et selv.

## Udvikling af fjernsynet
Fjernsyn med farver blev det næste store inden for fjernsynsindustrien. I begyndelsen af 1900-tallet var der mange, der prøvede at opfinde et system, hvor fjernsynet kan sende med farver, men teknologien var ikke klar til, at man kunne lave det. Først i 1954 blev et fjersyn med et farvesystem sat i produktion i USA. Det kostede $1000 og havde en 12 tommer skærm. Det var næsten tre gange så dyrt som et sort/hvid fjernsyn, som kostede omkring $300, og havde en 21 tommer skærm. Først efter en længere periode, omkring 1969, kom fjernsynet med farvesystemet i Danmark, hvor danskerne kunne se farve på deres små skærme. Siden den gang til dags dato, har udviklingen af fjernsynet steget markant. Nu er de så videreudviklet, at de nu kan fås i større skærme, bedre højttalere, og vigtigst af alt, så er kvaliteten knivskarp! I dag har flere og flere danske familier anskaffet sig væsentligt flere fjernsyn end for 30 år siden. Derfor er det normalt, hvis en husstand har mere end to fjernsyn.
Efter anden verdenskrig begyndte amerikanerne og canadierne at skifte radioen ud med fjernsynet som deres yndlings underholdningsapparat. Mange millioner familier havde nu råd til at købe fjernsyn. Det medførte, at en lang række annoncører begyndte at betale penge til tv-stationerne. Mange lande var hærget eller økonomisk påvirket af anden verdenskrig, og man havde derfor ikke råd til fjernsyn eller lignende apparater. Regeringer var heller ikke meget for at bruge mange penge på underholdning i hjemmet, specielt fordi der lige havde været krig, men også fordi der ikke var mange annoncører, der kunne støtte projektet økonomisk. En af de ting, der kan få sat gang i innovation og udvikling, er konkurrence. I USA konkurrerede flere firmaer mod hinanden om at lave det bedste fjernsyn og det bedste system til det.
Derfor var det også klart, at udviklingen foregik meget hurtigt i USA. Da USA var sluppet forholdsvis billigt fra anden verdenskrig, var folket ikke i nød, som folk var i dele af Europa. Det har helt klart betydet, at amerikanerne har kunnet fokusere på andre ting heriblandt udvikling af fjernsynet.

## Fjernsynets betydning
Fjernsynet er hovedsageligt blevet brugt til at underholde, informere og uddanne mennesker. Den bragte visuelle nyheder og informationer til en bred samfundsbefolkning uden at man skulle kunne vente, dette skabte nogle store udviklinger inden for propaganda og meningsmanipulation, hvor sublime beskeder blev brugt i reklamer.
Allerede siden slutning af 60'erne har det været hvermandseje, og den har været meget til betydelig i flere samfundsaspekter. Fjernsynet ændrede den måde krig blev opfattet på hos nogle mennesker og viste grusomme billeder af krigen som nogle parter helst ville have holdt hemmelige. Michael J. Arlen, forfatter til Living Room War, betegnede Vietnamkrigen som den første "dagligstuekrig”, da fjernsynet gjorde Vietnamkrigen tilgængelig for den menige borger.

## Tv-apparat
Et tv-apparat (engelsk television set) kaldes også for en fjernsynsmodtager eller kort blot et fjernsyn.
Et tv-apparat er en video-monitor bygget sammen med en tv-tuner. Hertil kommer lyddelen som i en almindelig radioforsats, forforstærker(e) og effektforstærker(e).